# Betty Ford Center
Das Betty Ford Center ist eine Entziehungsklinik für Drogen- und Alkoholabhängige in Rancho Mirage, Kalifornien. 

## Geschichte
Die Klinik wurde 1982 von Betty Ford, der Frau des ehemaligen amerikanischen Präsidenten Gerald Ford, gemeinsam mit dem früheren US-Botschafter in Belgien, Leonard Firestone, gegründet. Sie hatte sich wegen ihrer Alkohol- und Morphinabhängigkeit erfolgreich einer längeren Entziehungskur im Long Beach Naval Hospital unterzogen und danach den Entschluss gefasst, ein Behandlungszentrum zu gründen, das speziell den Bedürfnissen abhängiger Frauen gerecht würde. Von Beginn an wurden 50 % der 80 Klinikplätze für Frauen bereitgestellt.

## Unterbringung
Die Klinik befindet sich auf dem Gelände des Eisenhower Medical Center in Rancho Mirage. Sie ist im Pavillonstil gebaut und verfügt über eher einfache Unterkünfte. Die einzelnen Pavillons sind für jeweils 20 Patienten gedacht. Sie verfügen jeweils über acht Doppelzimmer und ein Vierbettzimmer. Männer und Frauen sind in verschiedenen Häusern untergebracht und werden an der täglichen Reinigung beteiligt.

## Behandlung

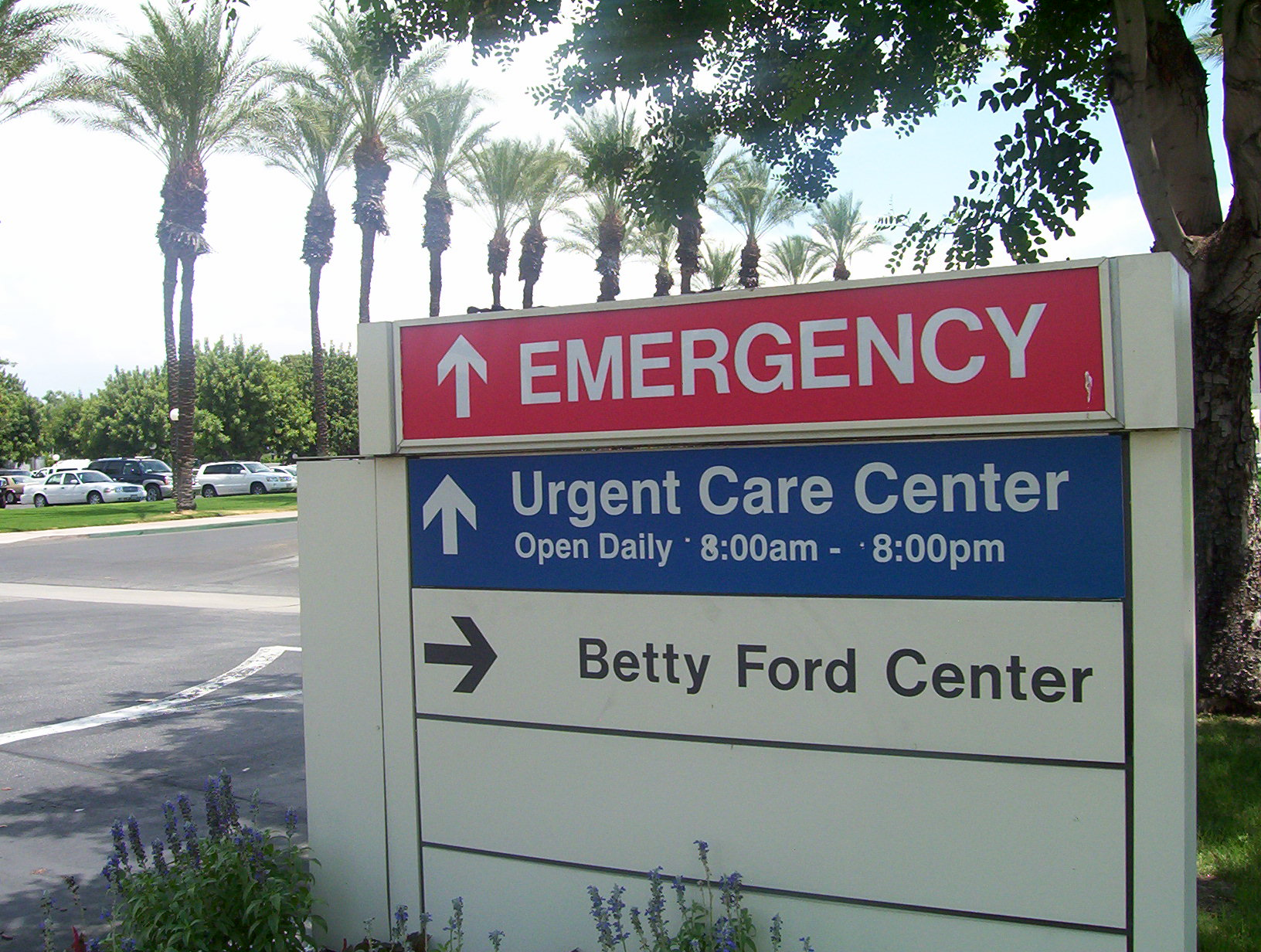
Wegweiser ins Betty Ford Center

In dem Zentrum werden Patienten mit verschiedensten Abhängigkeiten behandelt, darunter Alkohol, Medikamente, Kokain, Crack oder Heroin. Bei zusätzlichen psychiatrischen Erkrankungen oder schweren Persönlichkeitsstörungen werden Patienten nicht aufgenommen. Grundbedingung für eine Aufnahme ist, dass die Anmeldung durch die Patienten selbst erfolgt und Angehörige angegeben werden. Die Wartezeit beträgt etwa zwei Wochen.
Die Behandlung in der Klinik ist strukturiert und streng. Sie erfolgt als Gruppentherapie und dauert stationär üblicherweise etwa vier Wochen mit der Möglichkeit der tagesklinischen und ambulanten Weiterbehandlung. Das Zentrum bietet sieben unterschiedliche Therapieprogramme an, in die auch die Familien der Abhängigen einbezogen werden.

## Ausbildung
Das Center bietet Ärzten und Psychologen die Möglichkeit, in einem Professional in Residence Program für eine Woche am vollstationären Therapieprogramm sowie eine zweite Woche an der Familienwoche teilzunehmen. Damit sollen Defizite in der medizinischen Ausbildung über Suchtkrankheiten und ihre Behandlung ausgeglichen werden.